# Rimbert
Pour les articles homonymes, voir Rimbert.
Rimbert, appelé aussi Rembert ou Rambert (né vers 830 près du monastère de Torhout, mort le 11 juin 888 à Brême), était un homme d'Église, qui succéda à Anschaire de Brême à la tête de l'archevêché de Brême et de Hambourg le 3 février 865.
Il est considéré comme saint par l'Église catholique romaine ; il est fêté le 11 juin, date de son décès.

## Biographie
Rimbert, qui est originaire du comté de Flandre, a été élevé là-bas au sein du couvent de Torhout sur le conseil d'Anschaire de Brême, archevêque de Brême et de Hambourg. Par la suite, il le rejoint à Brême et à Hambourg et l'accompagne dans ses voyages (synodes, diètes).
En 865, il est immédiatement élu archevêque par le clergé et la population de l'archevêché après la mort d'Anschaire. Les droits de l'archevêché de Hambourg sur l'évêché de Brême avaient été confirmés en 864 par le pape Nicolas Ier et Rimbert peut donc administrer directement les deux diocèses.
Rimbert ne parvient pas à poursuivre avec succès le travail de mission commencé par Anschaire au Danemark et en Suède, malgré les quelques voyages qu'il y fait. Il participe également au synode de Worms de 868 et à la diète de Francfort de 873. En revanche, il hérite en 888 des droits de battre monnaies et de gérer les douanes pour Brême et renforce ainsi considérablement les finances de l'archevêché.
Il est également l'auteur de la principale source concernant Anschaire de Brême, la Vita sancti Ansgari, écrite entre 870 et 880. Cette source donne des renseignements intéressants sur le travail des missionnaires et sur le Danemark et la Suède de l'époque, même si elle est imprégnée de la vision de l'Église.

### Œuvres
- Vie de saint Anschaire (vers 870), trad. Jean-Baptiste Brunet-Jailly, Cerf, 2011, 286 p.

### Études
- Article "Rimbert" in Neue Deutsche Biographie (NDB). Vol. 21, Berlin 2003, p. 624.
- Régis Boyer, Les Vikings. Histoire et civilisation, Paris, Plon, 1992.